# Amherst Junction
Amherst Junction és una població dels Estats Units a l'estat de Wisconsin. Segons el cens del 2000 tenia 305 habitants.

## Demografia
Segons el cens del 2000, Amherst Junction tenia 305 habitants, 109 habitatges, i 75 famílies. La densitat de població era de 99 habitants per km².
Dels 109 habitatges en un 39,4% hi vivien nens de menys de 18 anys, en un 56% hi vivien parelles casades, en un 7,3% dones solteres, i en un 30,3% no eren unitats familiars. En el 19,3% dels habitatges hi vivien persones soles el 7,3% de les quals corresponia a persones de 65 anys o més que vivien soles. El nombre mitjà de persones vivint en cada habitatge era de 2,8 i el nombre mitjà de persones que vivien en cada família era de 3,28.
Per edats la població es repartia de la següent manera: un 30,8% tenia menys de 18 anys, un 11,5% entre 18 i 24, un 34,8% entre 25 i 44, un 16,1% de 45 a 60 i un 6,9% 65 anys o més.
L'edat mediana era de 30 anys. Per cada 100 dones de 18 o més anys hi havia 104,9 homes.
La renda mediana per habitatge era de 44.500 $ i la renda mediana per família de 50.750 $. Els homes tenien una renda mediana de 36.667 $ mentre que les dones 21.563 $. La renda per capita de la població era de 19.261 $. Cap de les famílies i l'1,8% de la població estaven per davall del llindar de pobresa.

## Poblacions més properes
El següent diagrama mostra les poblacions més properes.